# Lista de problemas indecidíveis
Em Teoria da Computabilidade, o Problema indecidível é um problema em que é impossível construir um algoritmo que sempre responde sim ou não, ele pode não responder ou responder errado. Mais formalmente, um problema indecidível é o problema em que a linguagem não é um conjunto recursivo; veja Decidibilidade.  Existem incontáveis problemas indecidíveis, por isso essa lista é incompleta. Apesar de linguagens indecidíveis não serem recursivas, eles podem ser subconjuntos de linguagens Turing-reconhecíveis, ou seja, muitas linguagens indecidíveis podem ser recursivamente enumeráveis.

## Problemas nalógica
- Problema de decisão de Hilbert.

## Problemas sobremáquina abstratas
- O problema da parada (Determina se a máquina de Turing pára).
- Determinar se a máquina de Turing é castor ocupado, ver Algoritmo do Castor
- O problema da mortalidade
- Teorema de Rice afirma que, para qualquer propriedade não-trivial de funções parciais, não existe um método geral e eficaz para decidir se um algoritmo calcula uma função parcial com essa propriedade.

## Problemas sobrematrizes
- O problema da matriz mortal.
- Determinar se um conjunto finito superior a matriz triangular 3 × 3  com entradas inteiras não negativas gera um semigrupo livre.

## Problemas emTeoria combinatória de grupos
- O problema da palavra para grupos.
- O problema da conjugação.
- O problema do grupo isomorfo.

## Problemas deTopologia
- Determinar se dois complexos simpliciais finitos são homeomórfos.
- Determinar se o complexo simplicial finito é uma superfície.
- Determinar se o grupo fundamental de um simplicial finito complexo é trivial.

## Outros problemas
- O Problema da correspondência de Post.
- O problema da palavra em álgebra e ciência da computação.
- O problema da palavra para certas linguagens formais.
- O problema de determinar de um dado conjunto de azulejos de Wang podem preencher um plano.
- O problema máquina de Post pára.
- O problema de determinar a complexidade de Kolmogorov de uma cadeia.
- Décimo problema de Hilbert
- Determinar se uma gramática livre de contexto gera todas as possibilidades de cadeias, ou se ela é ambígua.

## Leitura futura
- Poonen, Bjorn (2 de abril de 2012), Undecidable problems: a sampler, arXiv:1204.0299